# 謝立功
謝立功（1961年5月10日—），台灣政治人物、海洋法學者，曾任台灣民眾黨秘書長、民眾黨首任組發部召集人、內政部移民署署長、國立臺灣海洋大學海洋法政學士學程教授、中央警察大學國境警察學系主任等職。
2020年5月宣布退出中國國民黨並轉而加入台灣民眾黨，同年6月接任民眾黨秘書長，且因國立大學禁止兼職而辭去教職。

## 生平
謝立功的童年在臺北市松山的中華民國空軍眷村，父親是軍人退伍。

### 中國國民黨時期
2014年基隆市長選舉，國民黨推派謝立功參選，但最終敗於林右昌。2018年1月28日，國民黨宣佈基隆市長黨內初選為謝立功險勝，但同日發現全方位民調公司誤植百分比，重新統計後變更為宋瑋莉險勝，謝立功表達抗議並要求勘驗民調；2月6日，宋瑋莉決定退出初選，由謝立功代表國民黨參選基隆市長，但最後仍輸給競選連任的民主進步黨籍市長林右昌。

### 台灣民眾黨時期
2020年5月31日，謝立功決定接受台北市長、台灣民眾黨主席柯文哲邀請入黨接任民眾黨秘書長，並宣布退出國民黨，國民黨啟動考紀會開除其黨籍。
2020年6月10日，謝立功正式就任民眾黨秘書長。2022年12月31日卸任，預計轉職至民眾黨智庫或柯文哲競選基金會 。
2023年，原表態參選基隆區域立委，但因民眾黨欲禮讓國民黨，因此宣布退選。他在京華城案中建議柯文哲認罪協商，這引來柯文哲支持者不滿。他們要求謝立功退黨或要求黨部將其開除，發言人吳怡萱稱黨內正在調查。

## 選舉紀錄
| 年度 | 選舉屆數               | 選舉區 | 所屬政黨   | 得票數 | 得票率 | 當選標記 | 備註 |
| ---- | ---------------------- | ------ | ---------- | ------ | ------ | -------- | ---- |
| 2014 | 第十七屆基隆市市長選舉 | 基隆市 | 中國國民黨 | 52,198 | 27.47% |          |      |
| 2018 | 第十八屆基隆市市長選舉 | 基隆市 | 中國國民黨 | 86,529 | 45.86% |          |      |

## 著作
- 《洗錢防制與經濟法秩序之維護》，日期：2000年9月19日，出版社：台灣金融研訓院，ISBN 9789579535236
- 《金融機構面臨之洗錢挑戰與對策》，日期：2005年7月1日，出版社：台灣金融研訓院，ISBN 9867506871
- 《美國移民政策的發展》，日期：2013年3月15日，出版社：人類智庫出版，ISBN 9789865954659，作者：謝立功、張先正、謝文忠、汪毓瑋、柯文麗

## 外部連結
- 謝立功的Facebook專頁
- YouTube上的謝立功辦公室頻道
- YouTube上的OPEN謝立功研究室頻道

| 中華民國政府職務 | 中華民國政府職務                                              | 中華民國政府職務 |
| ---------------- | ------------------------------------------------------------- | ---------------- |
| 行政院           |                                                               |                  |
| 前任： 簡太郎    | 內政部入出國及移民署署長 第三任 2008年12月22日－2014年5月20日 | 繼任： 莫天虎    |
| 政党职务         |                                                               |                  |
| 臺灣民眾黨       |                                                               |                  |
| 前任： 張哲揚    | 台灣民眾黨秘書長 第二任 2020年6月10日－2022年12月31日         | 繼任： 周台竹    |